# Seznam obcí Novohradské župy
Seznam obcí ležících na území slovenské části bývalé Novohradské župy. Obce jsou rozděleny podle současných okresů a uvedeny pod současným jménem.
Okres Detva
- Obce: Horný Tisovník, Podkriváň, Látky, Stará Huta

Okres Lučenec
- Města : Lučenec, Fiľakovo
- Obce: Ábelová, Biskupice, Boľkovce, Budiná, Bulhary, Buzitka, Čakanovce, Divín, Dobroč, Fiľakovské Kováče, Gregorova Vieska, Halič, Holiša, Jelšovec, Kalonda, Kotmanová, Lehôtka, Lentvora, Lipovany, Lovinobaňa, Lupoč, Ľuboreč, Mašková, Mikušovce, Mučín, Mýtna, Nitra nad Ipľom, Nové Hony, Panické Dravce, Pinciná, Pleš, Podrečany, Polichno, Praha, Prša, Píla, Radzovce, Rapovce, Ratka, Ružiná, Stará Halič, Šiatorská Bukovinka, Šávoľ, Tomášovce, Točnica, Trebeľovce, Trenč, Tuhár, Veľká nad Ipľom, Veľké Dravce, Vidiná

Okres Poltár
- Města : Poltár
- Obce: Breznička, Cinobaňa, České Brezovo (bez k.ú. Vaľkovo), Hradište, Kalinovo, Krná, Mládzovo, Málinec, Ozdín, Rovňany, Uhorské, Veľká Ves, Zlatno

Okres Rimavská Sobota
- Obce: Konrádovce, Stará Bašta, Studená, Večelkov

Okres Veľký Krtíš
- Města : Modrý Kameň, Veľký Krtíš
- Obce: Brusník, Bušince, Čeláre, Červeňany, Dolná Strehová, Dolné Strháre, Glabušovce, Horná Strehová, Horné Strháre, Chrťany, Kiarov, Kováčovce, Ľuboriečka, Malé Straciny, Malé Zlievce, Malý Krtíš, Muľa, Nová Ves, Obeckov, Olováry, Pôtor, Pravica, Senné, Sklabiná, Slovenské Kľačany, Suché Brezovo, Šuľa, Veľké Straciny, Veľké Zlievce, Veľký Lom, Vieska, Závada, Vrbovka, Zombor, Želovce

Okres Zvolen
- Zaniknuté obce: Lešť, Turie Pole ve VVP Lešť